# Адель (присілок)
Аде́ль (рос. Адель, башк. Әҙел) — присілок у складі Хайбуллінського району Башкортостану, Росія. Входить до складу Таналицької сільської ради.
Колишня назва — селище Гаделовської ферми.
Населення — 159 осіб (2010; 215 в 2002).
Національний склад:
- башкири — 97%